# المعبد الجنائزي لمنتوحوتب الثاني

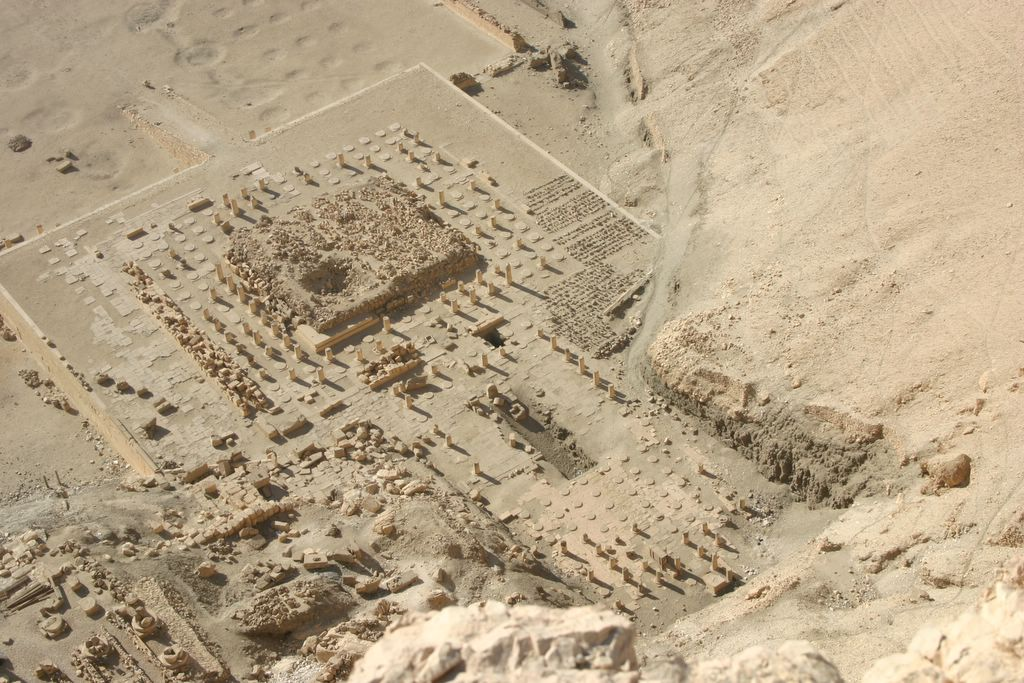
معبد منتوحوتب الثاني

يوجد المعبد الجنائزي لمنتوحوتب الثاني في الضفة الغربية للنيل، في الدير البحري، علي خطوات من سيركه المذهل لاْعمدة الجبال أمام طيبة عاصمة مصر القديمة. تأسس بواسطة منتوحوتب الثاني، فرعون السلالة الحاكمة الحادية عشر التي وحدت مصر وساهمت في إنشاء المملكة الوسطي.
أرمنت هي المدينة المقدسة للإله منتو بجوار طيبة. حيث بني الإله معبدا يهتم بالألوهية. وفكر في تحقيق معبد جنائزي خاص به في مكان أكثر فخامة. كمكان مجمع ونصب تذكاري ليس فقط ذكري لغزو مصر السفلي وتوحيد الأراضي، ولكن أيضا حافظ علي الخلود وكان مهتما بألوهيته.
تم تشكيل المجمع بوضع مقدمة التل البدائي علي القمة كرمز لخلق العالم والميلاد اليومي للشمس، في شكل هرم مقتطعة رأسه، مع توجيه شمسي من الشرق للغرب. وتبني بناء معابد المملكة القديمة، في شكل معبد للوادي ومسار أو إنحدار هائل ومعبد جنائزي. والاختلاف هو أن القبر لم يكن هرما ولكنه مجمع جنائزي.
هذا المخطط الجنائزي الشمسي أكمله مع المخطط الأوزيريسي بكونه مقبرته المحفورة في الصخرة ومملكة الموتي في تقاليد طيبة ومكان الإقامة للإله هاتورالذي يستقبل ويحمي المتوفيين.
في الجزء الأمامي للمعبد اهتم الإلهه منتو وامون مع منتوحتب الثاني بتحديد الإنشاء التالي للمعابد الشمسية للسلالة الحاكمة الخامسة.

## خصائص المعبد

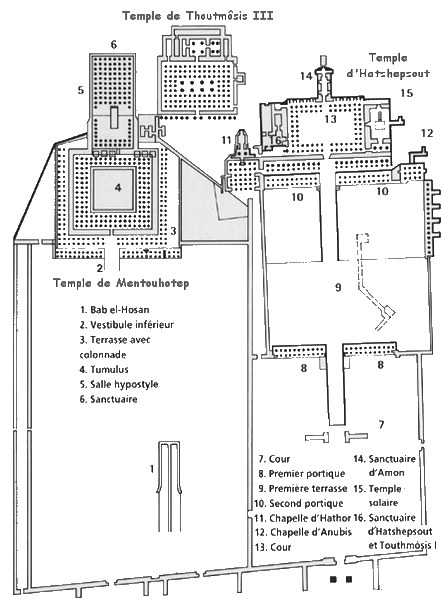
مخطط معبد منتوحوتب الثاني في الدير البحري، على اليسار 1- باب الحسين 2- القاعة الدنيا 3- شرفة الأعمدة 4- جثوة (منصة علي شكل تابوت) 5- ساحة الأعمدة 6- معبد (هيكل)

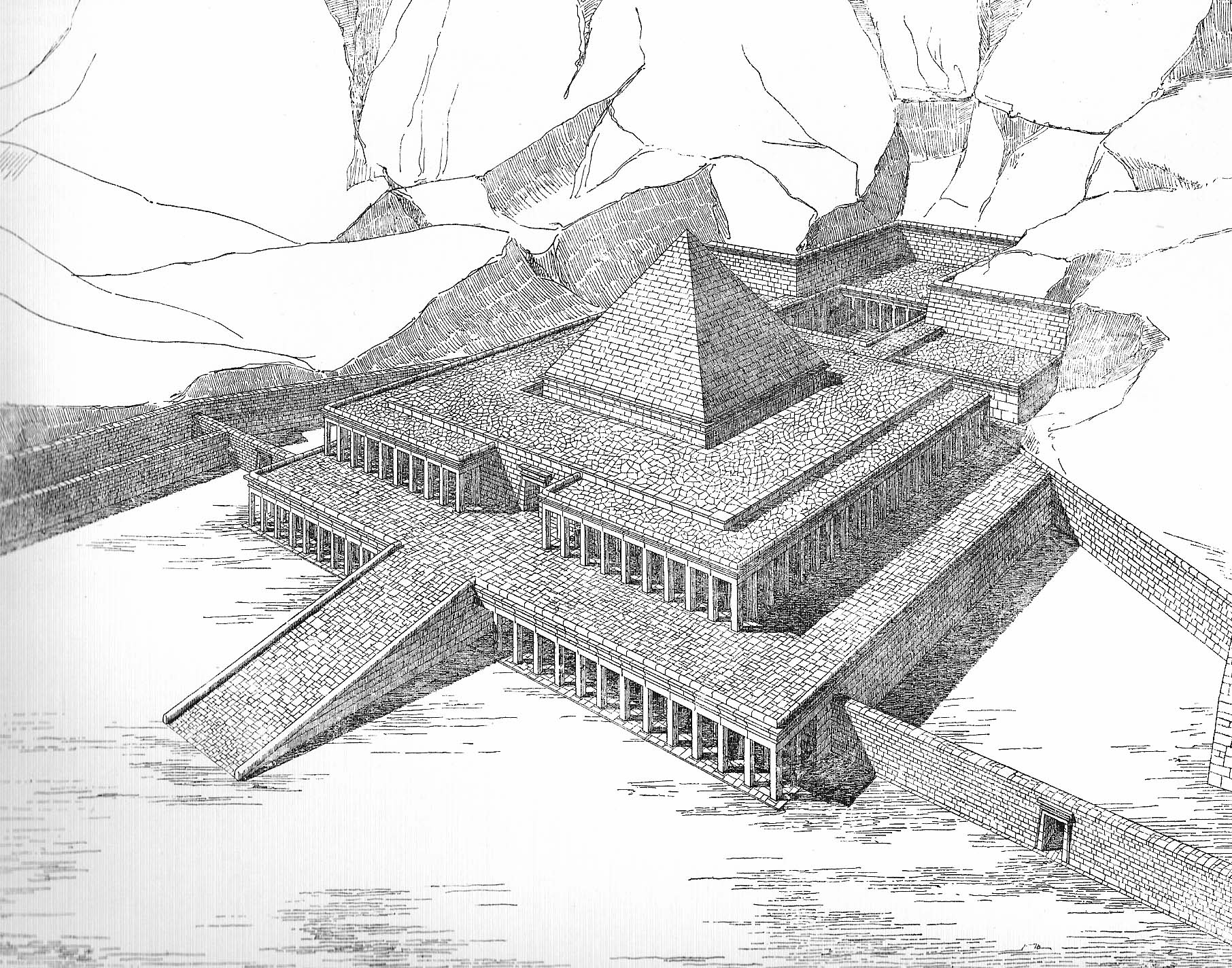
إعادة بناء معبد منتوحوتب الثاني كان اقتراح إدوارد نابيي. واليوم يعرف سبب عدم إنهاء الهرم وهو حدوث انهيار. وهو في الواقع كان هرم مقطوع الرأس.

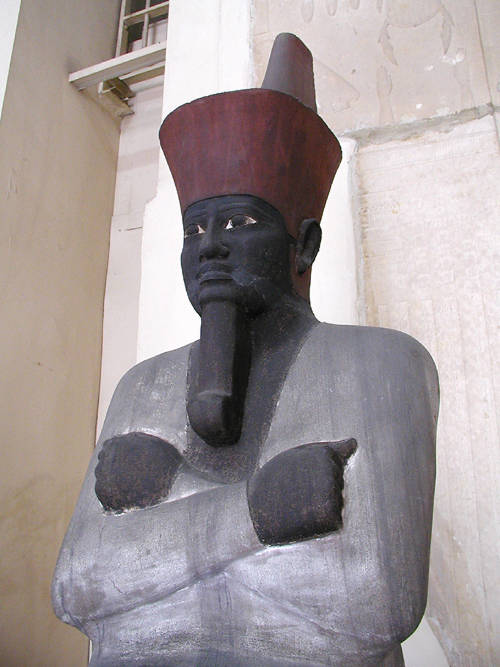
تمثال منتوحوتب الثاني الموجود في النصب التذكاري لباب الحسين. متحف القاهرة

المعبد القديم للوادي مغطي بأراضي مزروعة ويمكن ملاحظة الجزء المسار الجبلي علي بعد أكثر من 950 متر، محاط بتماثيل لمنتوحوتب الثاني ومعروض مثل أوزوريس، الذي كان يضم مستوي كبير للفناء أمام المعبد الجنائزي. وفقا لنيكولاس جريمال، خلفية الفناء التي تؤدي الي الشرفة كانت محدده برواق مزدوج من الأعمدة، وفي الوسط بينهم يوجد إنحدار محاط ب 55 من الطرفاء (شجرة نحيلة الأغصان) وصفين من أربعة جميزات فرعونية كانوا يحموا كل تمثال جالس لملك يرتدي زي عيد الظمأ. وبذلك قدم المهندس المعماري الملكي مفهوم العمارة النباتية من آلاف السنين.
وهناك تم لاْول مرة بناء الاْجزاء المختلفة لمعبد يتكون من شرفات ذات مرتفعات مختلفة تكون مثل صف أعمدة أو رواق معمد مقامة في خلفية البناء.وهذا الاستعداد ألهم سنموت ببناء معبد جنائزي لحتشبسوت مجاور له.
يحتوي كلا من الجزء الخلفي للفناء والشرفة علي أعمدة مزخرفة بنقوش المواكب والقوارب وموضوعات الصيد والمناظر التي توضح الانجازات العسكرية للفرعون. ويوجد هنا أيضا تماثيل للفرعون سيزوستريس الثالث المنتمي للسلالة الثانية عشر.
تم الوصول الي ساحة كبيرة من الأعمدة في وسط المعبد، وقاعدة كانت تدعم حتي القليل، وكثيرا من علماء الاثار مثل إدوارد نابييي، كانوا يفترضونه هرم، ولكنه كان جثوة بدائية في شكل هرم مقتطع الرأس.وهذه الشرفة مع الأعمدة تغطي بناءات داخلية لمصليات الدفن لست ملكات كاهنات لهاتور
ومن الشرفة يتم الوصول لعمود يقدم لفناء اخر بهو معمد وساحة اعمدة مزخرفة بمناظر من عروض. المرور تحت الأرض ب 150 متر يؤدي إلى مقبرة ملكية ومرافق للعبادة متصلة بصخرة. يكون جحيم لما وراء الطبيعة المصرية. تتنبأ منطقة العبادة التي تربط منتوحتب الثاني ب آمون رع ببيوت تستمر ملايين السنين تنتمي لسلالات المملكة الجديدة.
يوجد في الفناء مدخل يسمي باب الحسين (باب الراكب)، يسمي هكذا لأن فرس هوارد كارتر تعثر في كآبة في ذلك المكان، حيث حفر ووجد ممر تحت الأرض يؤدي الي مقبرة غير منتهية أو نصب تذكاري (قبر أجوف) يضم القماش الذي غلف تمثال الملك الجالس المرتدي زي عيد الظمأ وتابوت حجري مجهول وعدة عروض. تمثال من حجر رملي، وجهه ملون بلون أسود كرمز للتجديد ويحمل التاج الأحمر الذي يمثل مصرالسفلي. والوصول لهذه الغرفة المقببة يكون حاليا مغطي.
يوجد في المجمع أيضا مقابر مهتمة بزوجات الملك. مقبرة الزوجة الأساسية، تيم والدة منتوحتب الثالث تمتلك مكانة بارزة، قريبة من مقبرة الملك، ومنفصلة عن مقابر الملكات الأخري (اشيت وسادح وكاويت وكيمسيت وحنحنت).التابوت الحجري للملكة كاويت، الآن في متحف القاهرة، وهو خاص جدا.
بدأ منتوحتب الثاني في المعبد بعيد جمال الوادي، الذي كان واحدا من أكثر الأعياد الشعبية والمهمة في مصر القديمة وكان يحتفل به سنويا في طيبة والموكب كان يصل حتي الدير البحري.